# Condado de Andrew
El condado de Andrew (en inglés: Andrew County), fundado en 1841, es un condado del estado estadounidense de Misuri. En el año 2000 tenía una población de 16.492 habitantes con una densidad de población de 6 personas por km² y junto a los condados de Buchanan, DeKalb y el condado de Doniphan de Kansas conforman el área metropolitana de St. Joseph. Recibe su nombre en honor al abogado Andrew Jackson Davis y la sede del condado es Savannah.

## Geografía
Según la oficina del censo el condado tiene una superficie total de 1131 km² (436,7 mi²), de los que 1127 km² (435,1 mi²) son tierra y 3 km² (1,2 mi²) (0.30%) son agua.

### Condados adyacentes
- Condado de Nodaway - norte
- Condado de Gentry - nordeste
- Condado de DeKalb - este
- Condado de Buchanan - sur
- Condado de Doniphan (Kansas) - suroeste
- Condado de Holt - oeste

### Autopistas principales
- Interestatal 29
- Interestatal 229
- U.S. Route 59
- U.S. Route 71
- U.S. Route 169
- Ruta 48

## Demografía
Según el 2000 la renta per cápita media de los habitantes del condado era de 40.688 dólares y el ingreso medio de una familia era de 46.067 dólares. En el año 2000 los hombres tenían unos ingresos anuales 32.955 dólares frente a los 22.586 dólares que percibían las mujeres. El ingreso por habitante era de 19.375 dólares y alrededor de un 8,20% de la población estaba bajo el umbral de pobreza nacional.

## Ciudades y pueblos
Las principales son:
- Bolckow
- Fillmore
- Rea
- Rosendale
- Savannah
- Amazonia
- Cosby
- Country Club
- Helena
- Nodaway

### Municipios
- Municipio de Benton
- Municipio de Clay
- Municipio de Empire
- Municipio de Jackson
- Municipio de Jefferson
- Municipio de Lincoln
- Municipio de Monroe
- Municipio de Nodaway
- Municipio de Platte
- Municipio de Rochester